# Eric Karlsson
Eric Karlsson (Stoccolma, 4 giugno 1915 – 19 maggio 2002) è stato un calciatore svedese, di ruolo centrocampista.